# دارين الشيخ
دارين الشيخ، ممثلة بحرينية.

## عن حياتها
هي أبنة المطرب البحريني خالد الشيخ واخت الممثلة والمذيعة نور الشيخ والمطربة سماوه الشيخ أشتهرت بتمثيلها في الفيلم البحريني أربع بنات و نالت دور البطولة في مسرحية درب المصل.

## روابط خارجية
- دارين الشيخ على موقع قاعدة بيانات الأفلام العربية